# Festival Lent

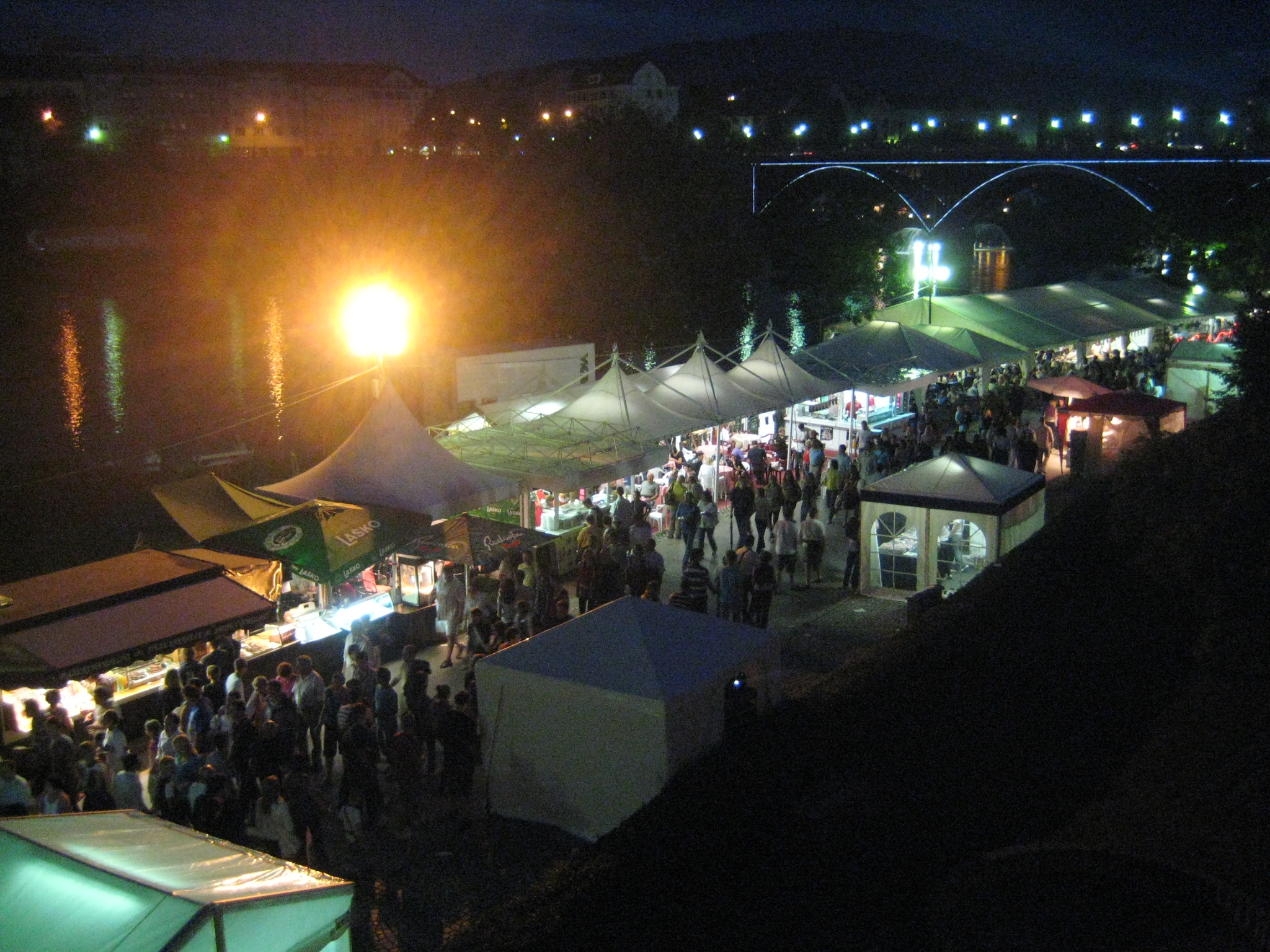
Festival Lent 2009

Festival Lent ist der Name des größten internationalen interkulturellen Open-Air-Festival in Slowenien.  Begründet im Jahr 1993, findet es jährlich im Juni in Maribor am Ufer der Drau statt und ist benannt nach dem Mariborer Stadtteil Lent. Veranstalter ist Narodni dom Maribor.
Die Veranstaltung findet an mehr als zwanzig Standorten in Maribor statt. Sie bietet Konzerte populärer, klassischer, ethnischer Musik und Jazz, Singer-Songwriter-Abende, Chanson-Abende, verschiedene Aufführungen (Theater, Puppenspiel, Tanz), kreative Workshops für Kinder (Kunstcamp), Sportveranstaltungen, Stand-up-Comedy und individuelle Festivals (Folklorefestival Folkart, Jazzlent-Festival und Straßentheaterfestival).